# Georges Revillon
 (juin 2024).
Pour les articles homonymes, voir Revillon.
Georges Revillon (en russe : Жорж Ревильон), né le 30 avril 1802, mort le 24 mars 1859 à Saint-Pétersbourg, est une typographe français et russe avec sa compagnie Revillon et Co. (Ревильон и Ко. en russe). à Saint-Pétersbourg. Il a introduit le système de mesure typographique Didot en Russie et a fourni des caractères à plusieurs grandes imprimeries et maisons d’éditions comme Ilia Glazounov, Nikolaï Gretsch, Alexandre Smirdine (en), Fischer. En 1878, sa fonderie est reprise par l’imprimerie de Boleslas Maurice Wolff.

Caractères de langues et d’écritures différentes dans le catalogue Образцы Шрифтов Словолитни Ревильона И К., 1849.

## Ouvrages
- (ru) Образцы Словолитни Ревильона и К.,‎ 1849 (lire en ligne)